# Archidendron turgidum
Archidendron turgidum är en ärtväxtart som först beskrevs av Elmer Drew Merrill, och fick sitt nu gällande namn av Ivan Christian Nielsen. Archidendron turgidum ingår i släktet Archidendron och familjen ärtväxter. Inga underarter finns listade i Catalogue of Life.